# Лосева, Ольга Владимировна
Ольга Владимировна Лосева (род. 18 ноября 1954, Ногинск) — российский музыковед и музыкальный педагог. Доктор искусствоведения.
Окончила Музыкальное училище при Московской консерватории (1975) и Московскую консерваторию (1980) по классу теории музыки Е. В. Назайкинского. Затем училась в аспирантуре Всесоюзного научно-исследовательского института искусствознания под руководством Д. В. Житомирского.
В 1984—2019 гг. научный сотрудник сектора современного искусства Запада во ВНИИ искусствознания (ныне Государственный институт искусствознания). Одновременно с 1990 г. преподаёт в Московской консерватории, в 1993—2003 гг. заведовала её Редакционно-издательским отделом, с 2013 г. профессор кафедры теории музыки. С 2020 г. декан факультета повышения квалификации.
Основные научные интересы Лосевой связаны с изучением творчества Роберта Шумана. В 1987 году она защитила кандидатскую диссертацию «Поздний Шуман и его вокально-симфонические композиции: к истории немецкого музыкального романтизма», в 2021 году — докторскую диссертацию «Роберт и Клара Шуман: русские пути: к проблеме взаимодействия культур». В 2000 году подготовила и частично перевела с немецкого сборник «Воспоминания о Роберте Шумане», оцененный рецензентом как «документальный, но весьма захватывающий роман». Вместе с Бернхардом Аппелем подготовила сборник материалов о российских гастролях супругов Шуман в 1844 году (нем. Die Russlandreise Clara und Robert Schumanns 1844; 2004). Автор ряда научных публикаций о Шумане на русском и немецком языках. В 2000 году удостоена в Германии Премии Роберта Шумана.
Помимо этого, Лосева занималась также новейшей западной музыкой, составила сборник очерков и документов «Современная музыка Австрии» (1998) и сборник статей и материалов «Арнольд Шёнберг. Стиль и мысль» (2006, вместе с Н. О. Власовой).